# Sikhismo in Canada

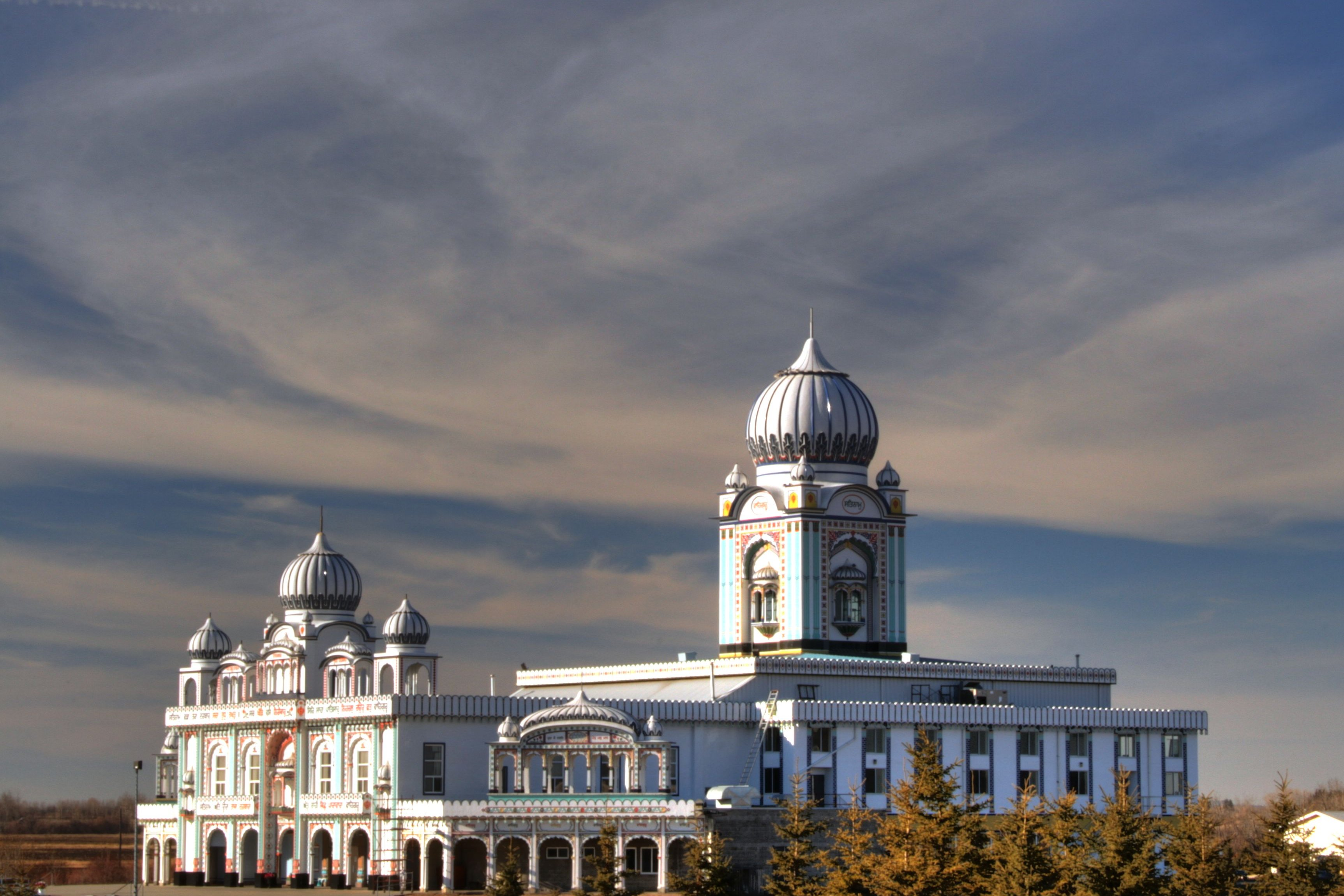
Nanaksar Gurdwara Sahib (Tempio Sikh), Edmonton, Alberta

Il Sikhismo è una religione mondiale con oltre 50 milioni di seguaci, tra cui il 2% della popolazione dell'India e 30% della popolazione di Panjab sono i sikh.
I Sikh canadesi sono circa 1,5 milioni , il 3.3% della popolazione in Canada.